# 埼玉県立浦和工業高等学校
埼玉県立浦和工業高等学校（さいたまけんりつ うらわこうぎょうこうとうがっこう）は、埼玉県さいたま市桜区にある男女共学の公立工業高等学校。

## 沿革
- 1961年 - 埼玉県立浦和工業高等学校開校、電気科設置。
- 1962年 - 機械科設置。
- 1983年 - 設備システム科設置。
- 1991年 - 情報技術科設置。
- 2022年 - 埼玉県立大宮工業高等学校と統合・再編して、新しい工業高等学校を設置する事が発表される。
- 2023年 - 当年度をもって募集停止[1]。
- 2026年 - 大宮工業高等学校と統合し、同校の所在地に新しい工業高等学校が「大宮科学技術（おおみやかがくぎじゅつ）高等学校」として開校する[2]。

## 学校生活
- 体育祭・文化祭・マラソン大会・修学旅行などの行事に加え、工場見学のような工業高校独特のイベントがある。
- 女子の制服は1997年度に改定された。上着は紺のブレザー。スカートは赤のチェックが入っている。
- 男子の制服は一般的な黒の詰め襟学生服である。

## 進路
- 就職する者や専門学校に進学する者が多いが、一般受験や指定校推薦などで四年制大学に進学する者もいる。

## クラブ

### 運動部
- 硬式野球部
- サッカー部
- ラグビー部
- バレーボール部
- バスケットボール部
- 硬式テニス部
- 卓球部
- バドミントン部
- 剣道部
- 柔道部
- 登山部

### 文化部
- 電気部
- 模型部
- 自動車部
- U.Tech コーラス部
- 軽音楽部
- 写真部
- 工業研究会
- 地学部
- 情報技術研究部
- 茶道部
- マンガアニメ部
- VTuber研究部

同好会
- 美術同好会

## アクセス

### 鉄道
JR武蔵野線西浦和駅より徒歩15分、またはJR埼京線中浦和駅より徒歩12分。

### バス
浦和駅と北浦和駅を西堀経由で結ぶバスに乗り、浦和工業高前停留所下車。

## 周辺
- 埼玉県道165号大谷本郷さいたま線
- 国道17号新大宮バイパス
- 首都高速埼玉大宮線
  - 浦和中央出入口（未完成）
- 浦和西堀郵便局
- 浦和総合流通センター
- 鴻沼資料館
- さいたま市立土合小学校
- さいたま市立土合中学校
- 創価学会埼玉文化会館
- 中浦和駅

## 著名な卒業生

### スポーツ
- 株木貴幸 - ラグビー選手。クボタスピアーズ所属。